# Gemmula kieneri
Gemmula kieneri é uma espécie de gastrópode do gênero Gemmula, pertencente a família Turridae.